# ادی مورفی (ورزشکار)
ادی مورفی (انگلیسی: Eddie Murphy; ۱ فوریهٔ ۱۹۰۵ – ۲۰ سپتامبر ۱۹۷۳) اسکیت‌باز سرعت اهل ایالات متحده آمریکا بود.